# مرسط
مرسط إحدى بلديات دائرة مرسط بولاية تبسة الجزائرية. وهي بلدية قديمة مليئة بالأثار الرومانية. تقع شرق الجزائر على الحدود الجزائرية التونسية، تبلغ مساحتها حاليا حوالي 296 كلم مربع وعدد سكانها يصل إلى 14754 نسمة.
تعد مرسط منطقة صغيرة، لكنها تحمل بين أرجائها أسرارا كثيرة، فهي بلد تاريخي عظيم فقد أسسها الرومان سنة 557 م والدالة على ذلك المعلم الاثري الروماني الموجود في زاوية سيدي عبد الله والقوس الروماني وكذلك النفق الروماني بجوار القوس وكانت هذه المنطقة تزود بالماء من منطقة الصفصاف (عين لوصيف)عبر قنوات مفتوحة ما زالت إلى يومنا هذا ثم احتلها البيزنطيون سنة 667 م وقاموا بتغيير معالمها وشق الطرق والآبار حوالي 800 م إلى أن فتحها مهاجر بن أبي دينار ومن ثم أبلى فيها المسلمون بلاء حسنا 
كما حدث في هذه المنطقة العديد من المعارك التاريخية في العهد العثماني، وأنشأت أجيالا وأجيال وكانوا منها ما هم من بين المليون ونصف المليون شهيد وزعماء الثورة منذ 1830الى غاية 1962.